# Barthélemy Mercier de Saint-Léger
Pour les articles homonymes, voir Mercier.
Barthélemy Mercier, abbé de Saint-Léger, dit Mercier de Saint-Léger, né à Lyon le 4 avril 1734 et mort à Paris le 13 mai 1799, est un bibliographe français.

## Biographie
Son goût pour l’étude, qui se développa de bonne heure, détermina sa vocation pour le cloître. Il entra en 1749 dans la congrégation des chanoines réguliers de Sainte-Geneviève, et, après une année d’épreuve, prononça ses vœux. Il fut aussitôt envoyé par ses supérieurs à l’abbaye de Châtrices, en Champagne, pour y faire un cours de rhétorique et de philosophie. Le titulaire de l’abbaye, Jean de Caulet, mort évêque de Grenoble, devina les heureuses dispositions du jeune Mercier et se plut à les cultiver. 
De retour à Paris en 1754, il s’attacha à Pingré, bibliothécaire de Sainte-Geneviève, profita de ses conseils et devint son collaborateur. Il lui succéda en 1760 comme bibliothécaire, et remplit cette fonction pendant douze ans avec un zèle infatigable. Ayant attiré l’attention de Louis XV, lors d’une visite que ce monarque fit à la bibliothèque, il fut pourvu, quelque temps après (1764), de l’abbaye de Saint-Léger de Soissons, et le brevet qui lui en fut expédié porte que c’est en récompense des services qu’il avait rendus aux lettres. 
Quelques tracasseries qu’il eut à essuyer de la part de ses confrères le décidèrent à donner en 1772 sa démission de la place de bibliothécaire et à prendre un logement séparé. Il n’était encore connu que par quelques articles assez curieux insérés dans les journaux, et surtout par ses démêlés avec Guillaume-François Debure, auteur de la Bibliographie instructive. Il publia en 1773 le Supplément à l’Histoire de l’imprimerie, par Prosper Marchand : cet ouvrage n’est sans doute point exempt d’erreurs, mais il n’en révèle pas moins une érudition et des recherches prodigieuses. Il profita de ses loisirs pour parcourir les Pays-Bas et la Hollande, où il fut accueilli avec beaucoup d’empressement par Meerman, Crevenna, etc. Il rapporta de son voyage de nouvelles notes et un grand nombre d’extraits de livres rares. 
Aumônier de la Grande Fauconnerie de France, prieur de Saint-Pierre de Montluçon, il perdit ses bénéfices à la Révolution française. Comme il n’avait jamais songé à faire des économies, il tomba dans un état bien voisin de l’indigence. Il prit alors un modeste logement dans le faubourg Saint-Jacques, et se livra avec plus d’ardeur que jamais à l’étude, pour se distraire des événements qui se passaient autour de lui. 
Nommé en 1792 membre de la commission des monuments, il s’appliqua surtout à sauver les bibliothèques, et adressa des instructions aux bibliothécaires des départements sur le mode de classement des dépôts précieux remis à leur surveillance. Il chercha à s’opposer au vandalisme et à la dispersion des collections publiques ou privées.
La commission fut supprimée au bout de quelques mois, et Mercier remporta dans sa retraite, une impression funeste des scènes affreuses dont il avait été le témoin involontaire ; elles se retraçaient sans cesse à son imagination et le glaçaient d’horreur. La rencontre, qu’il fit, à quelque temps de là, d’un de ses amis, confondu avec une foule d’autres, sur un de ces chars qui conduisaient chaque jour de nouvelles victimes à l’échafaud, le frappa d’un coup mortel. Dès cet instant il ne fit que languir et ne sortit plus. Le besoin aurait assiégé ses derniers jours sans le soutien de quelques amis des lettres. 
La Serna Santander, bibliothécaire à Bruxelles, offrit de lui céder sa place mais François de Neufchâteau, alors ministre de l’intérieur, refusa l’offre généreuse de Santander, et fit accorder à Mercier une pension de deux mille quatre cents francs, dont on lui paya d’avance le premier terme. Mercier mourut à Paris le 13 mai 1799, à l'âge de 65 ans.
Il collabora au Journal de Trévoux dont il fut le directeur d’octobre 1764 à juin 1766, à l'Année littéraire, au Journal de Bouillon, au Journal des Savants et au Magasin encyclopédique. 
Il fut l’un des principaux rédacteurs (avec François-Louis Claude Marin, l’abbé Jean-Augustin Capperonnier et l’abbé P.-J. Boudot) de la Bibliothèque du Théâtre-Français (1768, 3 vol. in-12) publiée sous la direction de Louis César de La Baume Le Blanc, duc de La Vallière.

## Publications
1. Lettres sur la Bibliographie instructive de M. Debure, 1763 ;
2. Lettre de M. Mercier,… à M. Capperonnier,… sur l’approbation donnée au second volume de la ″Bibliographie instructive″, 12 septembre 1764 ;
3. Notice du livre intitulé : ″Reformatorium vitae morumque et honestatis clericorum″ (de Jacques Philippi, curé de St-Pierre, à Bâle), imprimé à Bâle, chez Michel Furter, sous la fausse daté de 1444, 1764 ;
4. Lettre sur un Nouveau Dictionnaire historique portatif qui s’imprime à Avignon, 1766 (examen critique du dictionnaire de Chaudon) ;
5. Supplément à l’Histoire de l’imprimerie de Prosper Marchand [2], Paris, 1772, in-4° ; nouvelle édition, corrigée et augmentée, 1775, in-4° ;
6. Consultations pour les prêtres séculiers pourvus des cures de Saint-Étienne-du-Mont et de Saint-Médard… dépendantes de l’abbaye royale de Sainte Geneviève… sur la question de savoir : 1 ̊ si les religieux de Sainte Geneviève sont ou ne sont point chanoines réguliers ? 2 ̊ s’ils sont ou s’ils ne sont pas capables de posséder des cures ?, 1772 ;
7. Lettre de M. l’A. [abbé] de S. L. [Saint-Léger] à l'auteur de l'Année littéraire, en lui envoyant la notice d’un livre rare intitulé : ″La Peau-de-bœuf″, 14 décembre 1775 ;
8. Nouvelles remarques critiques sur les deux premiers volumes de la ″Bibliothèque générale des écrivains de l’Ordre de S. Benoît″, 1778 ;
9. Observations sur la lettre de M. J. G***, insérée dans ″l’Esprit des journaux″ du mois de juin dernier, avec une notice de quelques éditions faites à Bruges, par Colard Mansion, durant le XVe siècle, 26 août 1779 ;
10. Réplique de M. l’abbé M.***, à la Réponse de l’un des 36, adressée aux auteurs du ″Journal de Paris″, 8 octobre 1781 ;
11. Lettres au baron de H[eiss] sur les différentes éditions rares du XVe siècle [3], Paris, 1783
12. Description d’une nouvelle presse exécutée pour le service du Roi et publiée par ordre du gouvernement, 1783 ;
13. Extrait d’un manuscrit intitulé : ″Le Livre du très chevalereux comte d’Artois et de sa femme, fille du comte de Boulogne″ [4], inséré dans la Bibliothèque des romans, 1783 ;
14. Notice raisonnée des ouvrages de Gaspar Schott, jésuite, contenant des observations curieuses sur la physique expérimentale, l’histoire naturelle et les arts [5], Paris, 1785, in-8°.
15. Particularités littéraires sur la liturgie mosarabe tirées des lettres manuscrites du P. Burriel, 26 septembre 1786 ;
16. Lettre à un ami sur la suppression de la charge de bibliothécaire du Roi, et sur un moyen d’y suppléer, aussi économique qu’avantageux aux lettres, 1787 ;
17. Notice du cahier original de la noblesse assemblée à Orléans pour les États généraux de 1614 ; adressée aux rédacteurs de l'"Analyse des papiers anglais", 10 juillet 1788 ;
18. Lettre de M. A***, négociant de Rouen, à Dom A***, religieux de la Congrégation de Saint-Maur, sur le projet de décret concernant les religieux, proposé à l’Assemblée nationale par M. Treilhard, 1789 ;
19. Lettre à l’éditeur du Traité des monnaies des prélats et barons de France [6] (Tobiesen Duby), dans le Journal des savants, 1789
20. Mémoire pour la conservation des bibliothèques des communautés séculières et régulières de Paris, 1790, in-8° ;
21. Notice de deux anciens catalogues des éditions d’Alde Manuce et de deux autres pièces intéressantes, imprimées par cet artiste célèbre, adressées à MM. les auteurs du ″Journal des sçavans″, 29 mars 1790, in-12 ;
22. Projet pour l’établissement d’une Bibliothèque nationale en cinq sections, placées dans autant de quartiers de Paris, 15 février 1791 ;
23. Quinque illustrium poetarum : Ant. Panormitae, Ramusii Ariminensis, Pacifici Maximi,… Joan. Joviani,… Joan. Secundi,… lusus in Venerem, partim ex codicibus manuscriptis, nunc primum editi, 1791 ;
24. Opinion sur de prétendues prophéties qu’on applique aux événements présents, ibid., 1791 ;
25. Note sur l’exemplaire acquis récemment par la Bibliothèque Mazarine de l’Acerba de Cecco d’Ascoli, seconde édition de 1478, 26 germinal an VI ;
26. Lettre de M*** aux auteurs des ″Mémoires pour l’histoire des sciences et beaux-arts″, touchant les nouveaux écrits sur le véritable auteur du ″Testament politique″ du cardinal de Richelieu, slnd ;
27. Lettre de M. Mercier, abbé de St Léger… à MM. les auteurs du ″Journal des sçavants″ contenant diverses remarques critiques sur son ″Supplément à l’histoire de l’imprimerie de P. Marchand″, slnd ;
28. Lettre de M. Mercier bibliothécaire de Sainte Geneviève à Monsieur Capperonnier, slnd ;
29. Notice des tombeaux et autres monumens transférés, en septembre 1783, de l’église de Sainte-Catherine de la Couture dans celle de Saint-Louis, rue Saint-Antoine, précédée de la nomenclature des principaux personnages inhumés dans cette église, slnd ;
30. différents Opuscules dont on trouvera les titres dans la France littéraire de Ersch et dans le Dictionnaire des Dictionnaires des ouvrages anonymes et pseudonymes, par Barbier[7]

Mercier a laissé des Notes sur les ouvrages de La Monnoye, les Mémoires de Jean-Pierre Niceron, la Bibliothèque de David Clément, la Bibliographie de Debure, les Soirées littéraires de Coupé, la Biblioth. mediœ et infini, latinitatis de Johann Albert Fabricius, les Bibliothèques de La Croix du Maine et d’Antoine du Verdier, etc., et deux volumes de Notices sur les poètes latins du moyen âge, jusqu'à l’an 1520 . M. Parison promettait de publier, sous le titre de Merceriana, les notes détachées trouvées dans les papiers de Mercier ; et Chardon de la Rochette assure que c’eût été, après le Menagiana, le recueil le plus curieux de ce genre.